# Адлейба, Мария Коциевна
Мария Коциевна Адлейба (28 февраля 1900 года — 2 декабря 1992 года) — колхозница колхоза имени Суворова Очамчирского района Абхазской АССР, Герой Социалистического Труда (1966).

## Биография
Родилась 28 февраля 1900 года в селе Гуада Кодорского участка Сухумского округа Российской империи (ныне — Очамчырский район Абхазии). Абхазка. Была первой комсомолкой в селе, участвовала в организации ликбеза. Восемь лет была секретарем комсомольской ячейки.
В 1929 году участвовала в организации в родном селе первого колхоза, позднее колхоз имени Суворова, первым председателем которого был её муж П. Ч. Адлейба. В хозяйстве выращивали табак, кукурузу, овощи. Но еще до войны перешли на новую для себя культуру — чай, который стал со временем основным для колхоза.
В годы Великой Отечественной войны Мария Адлейба, ставшая к тому времени парторгом колхоза, создала женские и подростковые бригады, что бы заменить ушедших на фронт мужчин. Продолжала ударно трудиться на чайных плантациях колхоза. Со временем стала одной из передовых сборщиц зелёного чайного листа в республике. В год колхоз в среднем сдавал стране до пятисот тонн сортового чайного листа, почти десять тонн собирала Мария Адлейба.
За сорок лет работы в колхозе её руками было собрано более 250 тонн чайного листа.
Активно участвовала в общественной жизни. Избиралась депутатом Верховного Совета Абхазской АССР, членом Очамчирского райкома и обкома партии. В 1969 году была делегатом 3-го Всесоюзного съезда колхозников.
Жила в селе Гуада. Скончалась 2 декабря 1992 года.

## Награды
- Герой Социалистического Труда (1966) — за достигнутые успехи в развитии сельского хозяйства
- Орден Ленина (1966)
- 2 ордена Трудового Красного Знамени (1946, 1981)
- медали